# Општина Рабагани (Бихор)
Рабагани (рум. Răbăgani) општина је у Румунији у округу Бихор.
Општина се налази на надморској висини од 139 m.